# Чортути-Поён
Чортути-Поён (тадж. Чортути Поён) — село в районе Рудаки Республики Таджикистан. Входит в состав джамоата (сельской общины) Сарикишти района Рудаки.
Находится недалеко от г. Душанбе, на расстоянии 23 км от райцентра (пгт. Сомониён) и 5 км от центра общины (село Махмадшои-Боло).
Население — 2158 чел. (2017).